# Петар Пајић
Петар Пајић (Ваљево, 6. октобар 1935 – Београд, 2. август 2017) био је српски песник, прозни писац и уредник Другог програма Радио Београда. Писао је поезију, прозу, књижевну критику и сатиру. Заступљен је у антологијама и зборницима савремене српске и југословенске лирике, а неке од песама налазе се и у ђачким читанкама. Припада неосимболистима српске књижевности. Био је члан управе Удружења књижевника Србије (2007), једно време члан жирија за награду „Десанка Максимовић”, као и члан Удружења за културу, уметност и међународну сарадњу „Адлигат”, у коме се данас налази Легат Петра Пајића.

## Биографија
Отац Лука пореклом је из села Љештанско у околини Рогачице, а мајка Миланка из села Кланица у околини Ваљева. Имао је две сестре, старију Лепу и млађу Мирјану, и старијег брата који је преминуо пре него што се Петар родио. Отац и мајка радили су у државној пекари, све до 1959. када је Лука отворио приватну породичну пекару. Исте године његов отац купио је кућу у коју се породица потом преселила и у којој је Петар провео велики део живота.
У Ваљеву је завршио основну школу, а потом и Ваљевску гимназију, у којој је био ученик од 1950. до 1954. године. Своју прву песму објавио је 1952. године, када му је било седамнаест година, у ваљевском листу Речи омладине, а годину дана након тога објавиће и прву песму ван Ваљева, у недељном листу НИН.
Године 1954. из Ваљева одлази у Београд и тамо уписује југословенску и општу књижевност на Филозофском факултету Универзитета у Београду. Због болести је паузирао годину дана студија, те дипломирао 1959. године. Током студија је објавио своју прву књигу песама „Дан” (1958).
Убрзо након стечене дипломе, Пајић се враћа у Ваљево због обећања о запослењу у градској библиотеци „Љубомир Ненадовић". Међутим, на политичким основама не добија запослење, те поново одлази у Београд. Тамо ће неко време радити у листу Породица и домаћинство, а потом као новинар листа Младост. Већ почетком шездесетих година запослио се у Радио Београду, где је дуго година остао као уредник Другог програма. Године 1962. објавио је и другу књигу песама „Љубав у брдима“. Посебно се истиче песма у прози „Лице мога оца”, у којој ће Пајић, кроз слику оца која постаје оличење отаџбине, најавити и припремити читаву линију родољубивих и националних песама коју ће пратити током целог свог стваралачког опуса.
| „                                                   | Ја сам био у Србији, Србија је на робији! Срби седе у кафани, што пијани што поклани. Срби леже поред друма из глава им ниче шума. А из сваке српске главе теку мутне три Мораве. | ” |
| — Петар Пајић, Србија („Србија је на робији", 2002) | |   |

У овом периоду, Пајић је написао и своју чувену песму „Србија”, чији стихови неће бити објављени преко тридесет година. Редакција до редакције одбијале су штампање седмоделне песме, док се, с друге стране, она годинама усмено преносила и рецитовала у песничким круговима. Тек 2002. године објављена је у оквиру књиге песама „Србија је на робији", која носи име управо по најспорнијим стиховима из саме песме.
Петар Пајић уврстава се у осниваче неосимболизма у српској књижевности, заједно са Бранком Миљковићем, Божидаром Тимотијевићем, Живорадом Лазићем. Писао је поезију, прозу, књижевну критику и сатиру. Тематика родољубља и отаџбине провлачи се кроз велики број његових песама и прича. Критичари су за Пајића говорили да је „чист лирик, који на најбољи могући начин спаја традиционално и модерно, историјско, интимно и метафизичко, тежећи ка савршенству и беспрекорном језичком изразу, чистоти и хармонији”. Метафизичка нота његовог песништва посебно се истиче у још једној песми посвећеној оцу, „Опело за Луку Пајића" (Песме, 1967), коју је песник написао након смрти свога оца. Пајић пише: „Искуство твоје смрти у мојој крви; Помера ми сећање у време пре рођења” и још „Своју смрт победио си мојим животом; А ја сам свој живот обогатио твојом смрћу”. За Пајића и његову поезију Матија Бећковић рекао је „јавио [се] као довршен песник, па је тешко разликовати које је песме писао онда, а које сада”. Његове песме заступљене су у антологијама и зборницима савремене српске и југословенске лирике.
Преминуо је 2. августа 2017. године у Београду, а сахрањен је 5. августа на Новом гробљу у Ваљеву.
Иницирано је подизање споменика Петру Пајићу на планини Повлен у близини споменика Радовану Белом Марковићу.

## Писмо Бранка Миљковића
Редакцији „Књ. Новина“
Молим Редакцију да уважи моју оставку у
Редакцији Књижевних новина. Разлог: одбијене
песме Петра Пајића. Ако уредници књижевних
новина не увиђају да су песме Петра Пајића
боље од бљезгарија Р. Војводића, онда ја не
желим да седим са њима у истој Редакцији.
Молим да ми се оставка уважи одмах. Доста ми
је пуког седења у Редакцији где се мој глас и
мишљење никада нису уважавали.
Са поштовањем, 
Бранко Миљковић

Петар Пајић написао је неке од најбољих родољубивих стихова и песама у 20. веку. Међутим, управо због такве тематике и јасних националних линија, у периоду када су настајале, песме су му често биле одбијане у новинским редакцијама. Са друге стране, песнички круг га је веома волео и поштовао и врло често рецитовао његове стихове. О томе, али и о квалитету Пајићеве поезије, сведочи и писмо Бранка Миљковића редакцији „Књижевних новина”. У њему Миљковић наводи да даје оставку у Редакцији због одбијених песама Петра Пајића. Овакав чин, за време када је у Србији било свега неколико значајних књижевних листова, неоспорно је указивао на значај Пајићеве поезије.
Писмо се данас налази у Музеју српске књижевности, у оквиру Удружења "Адлигат", у коме је и Легат Петра Пајића.

## Награде
Добитник је више награда за поезију и прозу:
- Књижевна награда „Политикиног Забавника”, за књигу Машта свих Гавриловића, 1989.
- Књижевна награда „Невен”, за књигу Машта свих Гавриловића, 1989.
- Награда „Јован Хаџи Костић”, за новинску причу, 1998.
- Награда „Типар”, за дело Књига о Пубу, 2003.
- Награда „Бранко Ћопић”, за збирку поезије Најлепше песме Петра Пајића, 2004.
- Награда „Златни крст кнеза Лазара”, 2006.
- Повеља Mopaвe, 2006.
- Награда „Златни беочуг”, 2006.[12]
- Награда „Одзиви Филипу Вишњићу”, 2009.
- Награда „Жичка хрисовуља”, 2010.
- Награда „Радоје Домановић”, за укупан допринос српској књижевној сатири, 2010.
- Награда „Златни Орфеj”, за савремени печат и трајан допринос српској културној баштини, 2011.[13]
- Награда „Заплањски Орфеј”, за песму „Сонет о Византији”, 2012.
- Награда „Десанка Максимовић”, 2014.

## Дела

### Књиге песама
Написао је и објавио књиге песама:
- „Дан" (1958),
- „Љубав у брдима“ (1962),
- „Песме“ (1967),
- „Чисто доба“ (1968),
- „Светле горе уз мора“ (1978),
- „Ако порастемо до звезда“ (1981),
- „Ослобођење Ваљева“ (драмска поема, 1989),
- „Чисто доба“ (избор и нове песме,1990),
- „Србија је на робији“ (избор и нове песме, 2002),
- „Београдска јабука“ (избор и нове песме, 2003),
- „Најлепше песме Петра Пајића” (избор и предговор Слободана Ракитића, 2004)
- „Кад су Срби читали ушима“ (2009),
- „Петак у Јерусалиму” (поезија и поетика, 2013) и
- „Изабране песме” (2014).

### Књиге приповедака
Написао је и објавио књиге приповедака:
- „Погибије мога деде” (1978),
- „Машта свих Гавриловића” (старе и нове приче, два издања на српском и једно на македонском језику, 1989, 1990),
- „Слике из детињства” (1995),
- „Приче” (избор, 1998),
- „Приче о Пипу” (2001) и
- „Небески народ” (изабране и нове приче, поговор Марко Недић, 2009).

### Друго
Написао је и објавио две књиге сатиричних текстова:
- „Дневник нашег савременика” (1992) и
- „Ко је ко у Србији” (сатирични лексикон, 1998).

Једну књигу за децу:
- „Како се греју пахуљице” (изашла је у више издања).

Књигу малих есеја, разговора, колумни:
- „Нешто као” (2007).